# 환멸을 찾아서
《환멸을 찾아서》는 1987년 6월 23일부터 1987년 6월 24일까지 KBS 1TV에서 방영된 2부작 6.25 특집드라마이다. 1부는 1987년 6월 23일에 방영되었고 2부는 1987년 6월 24일에 방영되었다. 김원일의 소설 《환멸을 찾아서》를 원작으로 한 드라마로서 공산주의의 이념에 심취한 월북 지식인의 고뇌를 그리고 있다.

## 출연진
- 임동진 : 박중렬 역
- 임혁주
- 김순철
- 안병경 : 덕칠 역
- 이일웅 : 조대수 역
- 최봉
- 반석진
- 김향숙
- 이경영
- 조양자
- 최명수
- 박용식
- 이미경
- 김희진
- 곽정희
- 서상익
- 김윤형
- 유순철
- 장칠군
- 곽경환
- 김동완
- 남성식
- 오기환
- 박건식
- 신원균
- 손영춘
- 최건호
- 윤용덕
- 김덕수
- 김재만
- 최창호
- 김봉근
- 이문환
- 김해권
- 황민
- 박칠용
- 이두섭
- 안대용
- 양영준
- 서영진
- 장정희
- 최동균
- 이계영
- 김범기
- 임혁 : 박헌영 역
- 유재용 (아역)
- 홍승호 (아역)